# 导尿

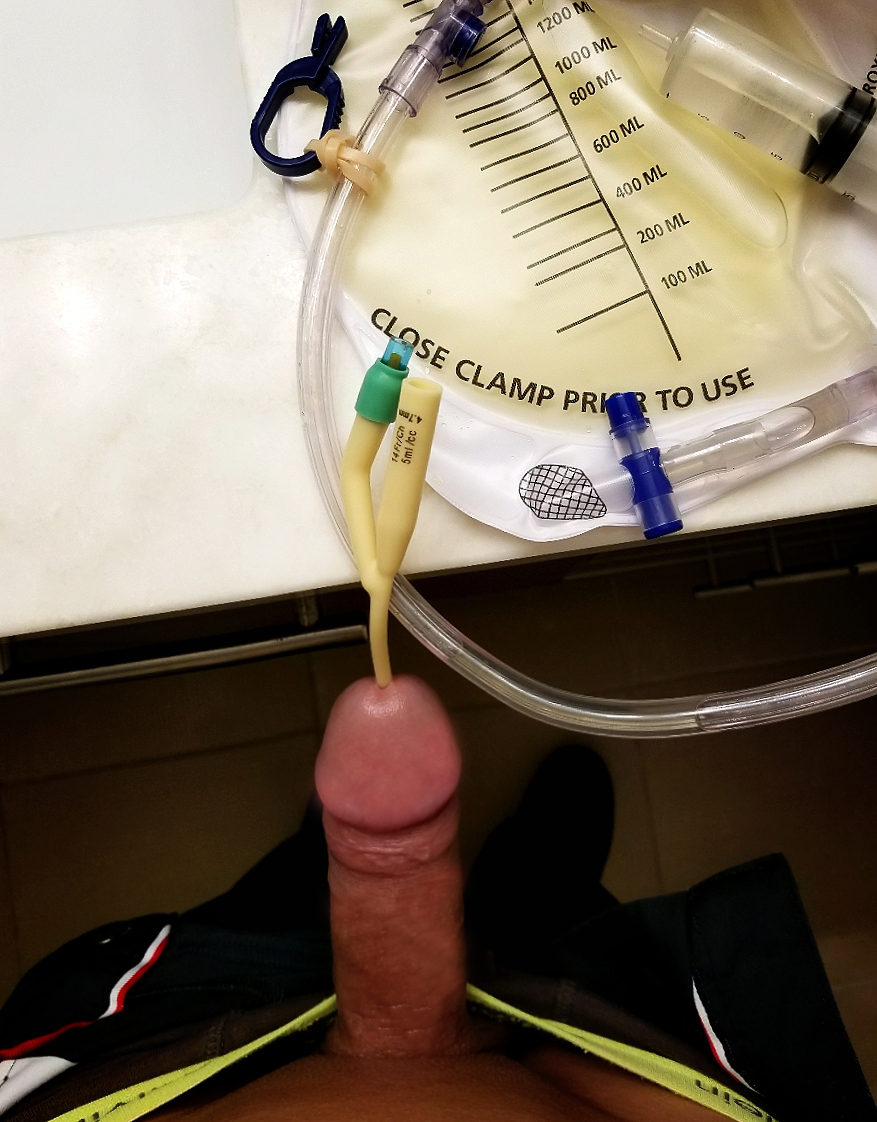
双腔导尿管並外接儲尿袋

醫學上，導尿指对于无法自主排尿的患者，由医护人员将導尿管經由尿道插入到膀胱，引流出尿液。導尿分為導管留置性導尿及間歇性導尿二種。前者導尿管一直留置在病人體內，并外接储尿袋，在病情許可時才拔掉或定期更換新管子。後者則每隔4-6小時導尿一次，在膀胱排空後即將導尿管拔出。值得注意的是，導尿管不應重覆使用，否則使用者有可能受到細菌感染。
一些病人可能在導管插入過程中，會有些許快感。
導尿術的操作應在無菌環境下執行，否則可能造成健康危害及感染風險。